# Evernote
Evernote je besplatna aplikacija dostupna za Windows, Mac OS i Linuks sisteme. Takođe, postoji podrška za mnoge mobilne uređaje poput iPhone i iPod Touch, Blekberi i Simbijan aparata. Koristi se za pamćenje podataka poput teksta, fotografija, snimaka, internet prečica, pisanog teksta itd.
Pored besplatnog naloga koji pruža 60MB aplouda podataka mesečno i ograničen broj formata, postoji i plaćena verzija koja pruža 1000-{MB} (1GB)- aplouda podataka mesečno, bolju sigurnost i više formata dokumenata.
Najveći je konkurent Majkrosoftovog OneNote programa.
Evernote je 21. maja 2009. godine, posle godinu dana od pojavljivanja, objavio da ima milion korisnika.

## Implementacija-a zaTviter
poseduje mogućnost da se, po aktiviranju funkcije, automatski dodaju poruke na korisnikov nalog preko mikroblog veb stranice Tviter dodavanjem '@myEN' u poruci.

## Evernote slon
Evernote slon je maskota aplikacije Evernote i koristi se kao ikona na zelenoj pozadini.

## Spoljašnje veze
- Zvanična veb stranica
- dostiže 1,000,000 korisnika Архивирано на веб-сајту  (27. мај 2009) (језик: енглески)